# Carlotta Brinckmann
Pia Carlotta Brinckmann (* 28. Juli 1876 in Hamburg; † 8. Juli 1965 in Celle) war eine deutsche Weberin und Textilrestauratorin.

## Leben
Carlotta Brinckmann war eine Tochter des  Direktors am Museum für Kunst und Gewerbe in Hamburg Justus Brinckmann aus dessen zweiter Ehe mit Maria Pia Adele, geb. von Froschauer (1848–1899). Albert Brinckmann war ihr jüngerer Bruder, Wolfgang Brinckmann und Maria Brinckmann ihre älteren Halbgeschwister aus der ersten Ehe des Vaters.

Carlotta und ihre Schwester Ida (1872–1947, ab 1903 verheiratet mit Max Kutschmann) begannen in den 1890er Jahren, sich mit Bildwirkerei zu beschäftigen. Carlotta ließ sich zur Webmeisterin ausbilden. 

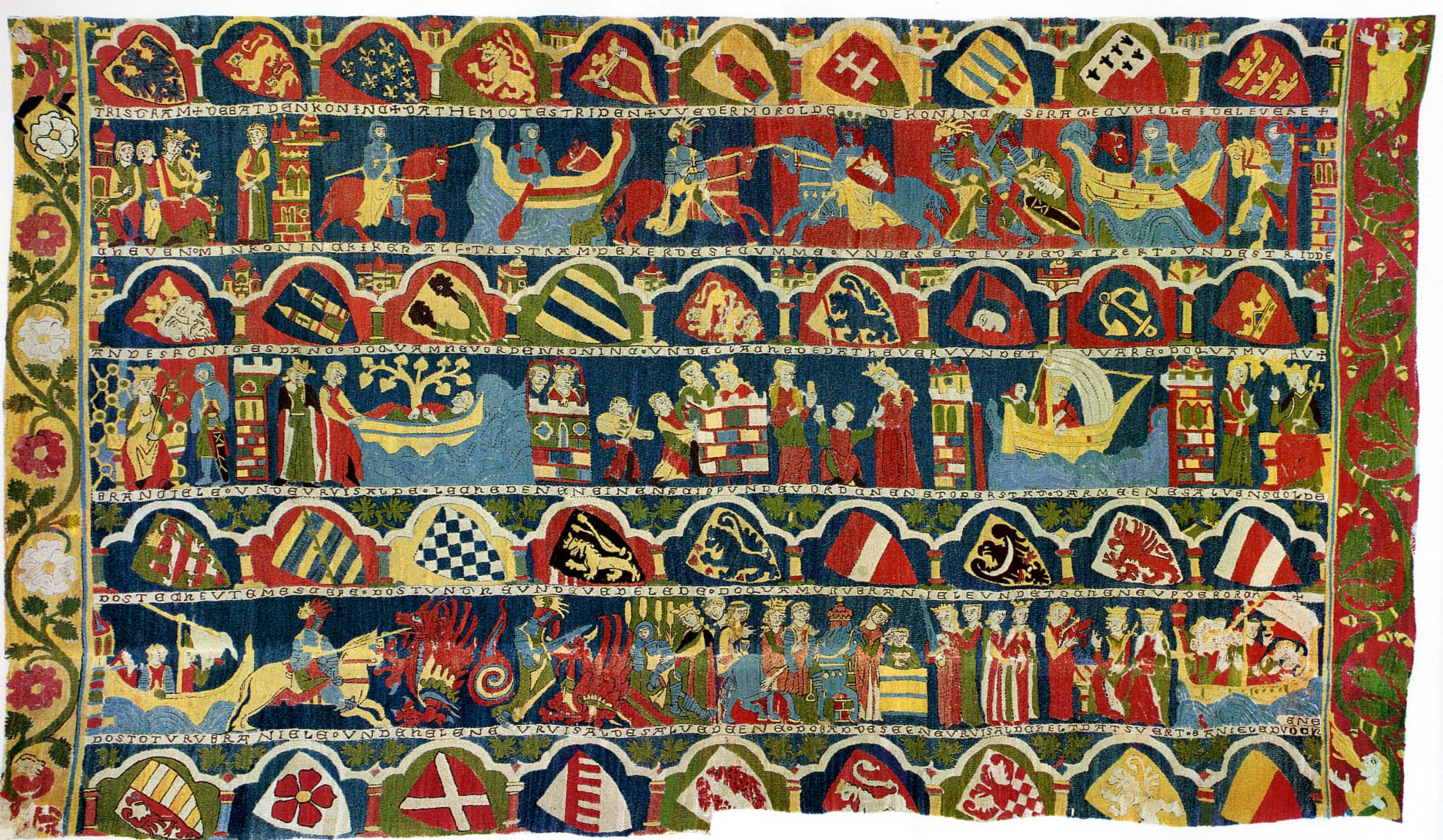
Tristan und Isolde-Teppich in Wienhausen

 Die erste große Arbeit der beiden Schwestern war die von ihnen gewebte, für die Marienburg bestimmte Nachbildung des Tristan-und-Isolde-Teppichs im Kloster Wienhausen. 1902 fertigten sie einen „Wandteppich mit Muster aus stilisierten Blumenstauden in Art der gotischen Verdüren, in Nordischer Bildwirkerei gearbeitet“ für das Pariser Zimmer, das Justus Brinckmann 1900 auf der Pariser Weltausstellung erworben hatte.
Kurz danach begann Carlotta in Berlin mit Restaurierungen. So wirkte sie bei der „Instandsetzung“ der berühmten Raffael-Tapisserien (1945 zerstört) im Berliner Kaiser-Friedrich-Museum mit und restaurierte im gleichen Museum koptische Textilien. Die dabei gewonnenen Einsichten zur vorsichtigen konservatorischen Behandlung teilte sie in einem Artikel in der Zeitschrift Museumskunde mit.
1920 eröffnete sie eine Werkstatt in Celle. Ihre Hauptaufgabe bis 1949 war die Restaurierung der mittelalterlichen Teppiche im Kloster Wienhausen. Brinckmanns Restaurierungen spiegelten den Wandel der Ansichten zum Ziel der Restaurierung und Konservierung wider. Während sie beim Fragment des Propheten-Teppichs bis 1937 die fehlenden Partien noch vollständig rekonstruierte, beschränkte sie sich bei der anschließenden Restaurierung des  Speculum-Teppichs darauf, Fehlstellen zur Stabilisierung mit grobem Leinenstoff zu hinterlegen, statt Fehlstellen zu ergänzen.
Daneben fertigte sie auch nach zeitgenössischen Entwürfen. Seit 1929 arbeitete sie mit Erich Klahn zusammen. Sie spezialisierte sich auf Bildstickereien im Klosterstich und belebte damit eine kaum mehr praktizierte mittelalterliche Technik neu.

## Ausstellungen
- 1942: Gruppenausstellung Lüneburger Land (u. a. Tierkreis-Teppich, Nibelungen-Teppich), Schloss Schönhausen, Berlin
- 1961: Bomann-Museum, Celle